# La massacre de Quios
La massacre de Quios (en francès, Scène des massacres de Scio) és una pintura del romàntic francès Eugène Delacroix que va fer en la primera època de la seva carrera i que es troba al Museu del Louvre, a París. La presentació d'aquest quadre al Saló de l'Acadèmia de Belles Arts de París va ser un escàndol.
El quadre representa un episodi de la Guerra de la independència de Grècia contra l'Imperi Otomà, que va ocórrer el mateix any: la matança de vint mil habitants de les illes gregues i el sotmetiment a l'esclavitud de les dones i els nens supervivents.
El quadre Jove òrfena al cementiri ha estat considerat durant molt de temps un estudi previ per a La massacre de Quios.
Pel que sembla, aquesta guerra de Grècia li semblava un tema amb el qual aconseguir el seu propòsit artístic, com assenyala en una carta a un amic de 1821:
| « | Per al proper Saló desitjo pintar un quadre que tingui com a assumpte la nova guerra entre turcs i grecs, de manera que crec que les circumstàncies em permetran atraure l'atenció del públic. | » |

Quan Delacroix va exposar el quadre al Saló de París, va veure l'obra de John Constable destinada al mateix tema (La carreta de fenc), i el seu propi quadre li va semblar «trist i sense llum», de manera que va decidir modificar-lo, introduint «veladures d'irisació i nous efectes gràcies a petites pinzellades fortes, molt a prop unes de les altres». Aquestes pinzellades borroses enforteixen la impressió de desolació que el quadre transmet.
El resultat és aquest quadre pràcticament monocrom, amb unes tonalitats coure que unifiquen l'espai i proporcionen al quadre una llum infernal. El quadre es compon de dues piràmides humanes. D'esquerra a dreta, es veuen expressions de por i desesperació. Els cossos, mig despullats i tirats, reflecteixen la derrota dels grecs.
A l'esquerra hi ha una parella moribunda. Es pot veure la sang que recorre el cos de l'home. En primer pla, a la dreta, hi ha la figura d'una dona vella que mira cap a fora de la tela amb expressió d'horror. La seva presència reforça el patetisme de l'escena. Darrere d'ella, a la dreta, es veu un oficial turc portant-se una dona nua, cosa que emfatitza la crueltat de la massacre. Destaca en el llenç l'absència d'un heroi. La massa dels habitants són els protagonistes, els que resulten heroics, patint tots ells la guerra.